# Joaquim Alvaro Pereira Leite
Joaquim Alvaro Pereira Leite (Palmeiras de Goiás, 8 de junio de 1975) es un político brasileño.

## Trayectoria
El 23 de junio de 2021 fue nombrado ministro de Medio Ambiente de Brasil en el Gobierno del presidente Jair Bolsonaro. Esto ocurrió el mismo día en que el Diário Oficial da União anunció la destitución por parte de Bolsonaro de Ricardo Salles, tras la apertura de una investigación judicial contra su ministro por exportar ilegalmente madera amazónica.
Joaquim Alvaro Pereira Leite era hasta entonces responsable de la Secretaría de Servicios Amazónicos y Ambientales en el Ministerio de Medio Ambiente.

## Territorio Indígena Jaraguá
La familia de Joaquim está involucrada en una demanda judicial contra el pueblo indígena y contra la protección del Territorio Indígena Jaraguá en la ciudad de São Paulo. Documentos indican que ha habido una presencia fija en este lugar de los guaraníes desde la década de 1940.